# Route 9A (Manitoba)
Pour les articles homonymes, voir Route 9A.
La route 9A est une route provinciale de la province du Manitoba située dans le sud-est de la province, desservant la ville de Selkirk. Elle est une route alternative à la route 9, laquelle passe à l'ouest de la ville. Elle est la rue principale de la ville, nommée Main Street, suivant la rive ouest de la rivière Rouge, puis quittant la ville par le nord-ouest, se terminant à sa jonction avec les routes 4 et 9. Elle parcourt 7 km (4,3 mi).

## Intersections majeures
| Division              | Ville   | km   | Destinations                             | Notes                                |
| --------------------- | ------- | ---- | ---------------------------------------- | ------------------------------------ |
| No. 13                |         | 0,00 | PTH-9 – Winnipeg                         | La PTH-9A sud devient la PTH-9 sud   |
| No. 13                | Selkirk | 4,20 | PR 204 sud (Eaton Avenue) – East Selkirk | Terminus nord de la PR 204           |
| No. 13                | Selkirk | 4,40 | PR 320 nord (Main Street)                | Terminus sud de la PR 320            |
| No. 13                | Selkirk | 7,40 | PTH-4 nord vers PTH-59 / PTH-9 – Gimli   | La PTH-9A nord devient la PTH-9 nord |
| - Transition de route |         |      |                                          |                                      |